# Lauterbourg
Lauterbourg (tyska: Lauterburg) är en kommun i departementet Bas-Rhin i regionen Grand Est (tidigare regionen Alsace) i nordöstra Frankrike. Kommunen ligger i kantonen Lauterbourg som tillhör arrondissementet Wissembourg. År 2022 hade Lauterbourg 2 336 invånare.

## Befolkningsutveckling
Antalet invånare i kommunen Lauterbourg
| Referens: INSEE |